# Łarisa Kronberg
Łarisa Iwanowna Kronberg, znana również jako Łarisa Soboliewskaja, ros. Лариса Ивановна Кронберг (ur. 23 maja 1929 w Penzie, zm. 23 kwietnia 2017 w Moskwie) – radziecka i rosyjska aktorka filmowa i telewizyjna. Od 1954 do lat 80. występowała w filmach wytwórni Mosfilm. Laureatka zbiorowej nagrody dla najlepszej aktorki na 8. MFF w Cannes za rolę w filmie Wielka rodzina (1954) w reżyserii Iosifa Chejfica.
Była agentką KGB, zamieszaną w tzw. „operację Maurice”. Francuski ambasador w ZSRR, Maurice Dejean, został przez Kronberg uwiedziony, następnie wystawiony na konfrontację z jej rzekomym mężem, a w rzeczywistości podstawionym agentem. Celem akcji było skompromitowanie Dejeana i zwerbowanie go do współpracy z radzieckim wywiadem.